# Beenhaar

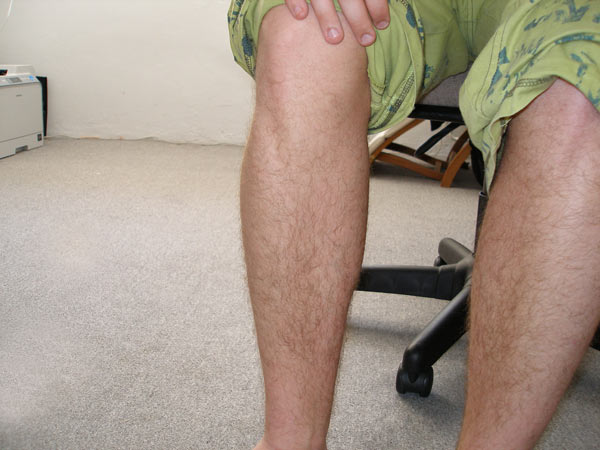
Beenhaar bij een 17-jarige jongeman.

Beenhaar is de benaming voor lichaamsbeharing op de benen van mensen.

## Ontwikkeling en groei
Net als de meeste overige lichaamsbeharing van de mens, doorloopt ook beenhaar de zogenoemde haarcyclus. Dit is het proces vanaf het moment waarop een haar op de huid zichtbaar is, tot aan de haaruitval, waarna de cyclus opnieuw begint. Die bestaat uit drie verschillende fasen. Bij beenhaar duurt de groeifase (anagene fase) 3 maanden, maar slechts 30% van het haar doorloopt deze fase op hetzelfde moment. De overige 70% bevindt zich dan al in een van de overige fasen (catagene en telogene fase), waarin het haar respectievelijk stopt met groeien en uitvalt of in rust is. In het laatste geval ontwikkelt het haar zich voor onbepaalde tijd niet, en is het dus niet zichtbaar.
Beenhaar wordt vanaf de puberteit zichtbaar, de haren worden dikker en donkerder.
Het huidige Guinness Book of Record voor 's werelds langste beenhaar staat op naam van Wesley Pemberton uit Scurry, Texas, met een lengte van 16.51 centimeter.

## Scheren
Het scheren van beenhaar is vooral onder vrouwen in de Verenigde Staten en Noordwest-Europa een bekend fenomeen. Gladde benen zijn voor hen een teken van schoonheid en vrouwelijkheid. Beenhaar bij mannen wordt niet gezien als een taboe, maar in de laatste jaren komt het scheren ook bij hen in de mode. Vooral mannelijke sporters, waaronder wielrenners en hardlopers, scheren hun lichaamshaar. Dit heeft mede een praktische reden: wondverzorging en massage zijn eenvoudiger.
Het scheren van beenhaar kan zowel nat als droog. Zowel voor mannen als vrouwen is scheergerei te koop waarmee de benen kunnen worden geschoren: in het bijzonder voor vrouwen wordt veel reclame gemaakt voor speciale scheermesjes en -apparaten waarin het taboe op zichtbaar (been)haar benadrukt wordt.